# 雲興駅
雲興駅（ウヌンえき、朝鮮語: 운흥역）は、両江道雲興郡雲興邑付近にある、朝鮮民主主義人民共和国鉄道省白頭山青年線の鉄道駅である。日本統治時代は、鳳頭里駅（봉두리역/ポンドゥリえき）という駅名であった。
駅構造は、2面4線である。周辺には、民家は数十軒しかなく、南東方向に市街地と、郡人民委員会会所、学校、図書館、文化劇場、病院などの公共施設が集中している。